# 卡拉廖
卡拉廖（義大利語：Caraglio），是意大利库内奥省的一个市镇。总面积41平方公里，人口6779人，人口密度165.3人/平方公里（2009年）。ISTAT代码为004040。

## 友好城市
- 阿根廷Laboulaye